# (22456) Salopek
(22456) Salopek est un astéroïde de la ceinture principale.

## Description
(22456) Salopek est un astéroïde de la ceinture principale. Il fut découvert le 4 décembre 1996 à Kitt Peak par le projet Spacewatch. Il présente une orbite caractérisée par un demi-grand axe de 2,40 UA, une excentricité de 0,10 et une inclinaison de 7,2° par rapport à l'écliptique.